# FC BASARA HYOGO
FC BASARA HYOGO（エフシーバサラひょうご）は、兵庫県明石市をホームタウンとして活動する社会人サッカークラブである。Jリーグ加盟を目指すクラブの1つである。

## 歴史

### FC EASY 02明石時代
2002年に「明石のサッカー発展のため、地域に根差したチーム」を目標に、FC EASY02として創設。その後は長らく明石市社会人サッカーリーグに参戦していたが、2014年に明石市リーグを制すと県下社会人都市リーグ決勝大会でも優勝し、兵庫県社会人サッカーリーグ2部に昇格を果たす。
2015年、初参戦の兵庫県リーグ2部でリーグ最多の77得点を挙げて優勝。1年で兵庫県リーグ1部に昇格すると、ここでもリーグ最多の71得点を挙げて準優勝。関西府県サッカーリーグ決勝大会も制して、関西サッカーリーグ2部昇格を決めた。同年は全国社会人サッカー選手権大会にも初出場した。
FC EASY 02明石に改称して関西リーグ2部に臨んだ2017年。開幕節は落とすも第3節から4連勝を挙げたが、第9節から4連敗を喫し、5勝3分6敗の4位でシーズンを終えた。
2018年は、第3節から3連勝を挙げるも、第6節から4連敗、その後も思うように勝点を積み上げられず、6勝1分7敗の6位となった。また、2015年にセカンドチームとして設立されたFC EASY02 NEXT が、この年をもって明石市リーグを脱退し解散した。
2019年は開幕2連敗でスタート、その後も不安定な成績が続き、結局5勝5分4敗の5位でシーズンを終えた。
新型コロナウイルスの影響により1回戦総当たり（7試合）となった2020年は、開幕4連敗を喫し、2勝5敗の6位で終えた。また、天皇杯の兵庫県予選に関西リーグ代表として初めて出場するも、初戦で神戸FC1970に0-2で敗れた。
従来の2回戦総当たり方式に戻った2021年は、3勝5敗（みなし勝利含む）の6位で前半戦を折り返したが、後半戦は僅か1勝と苦戦し1勝1分6敗の8位、総合順位も4勝1分11敗の8位で、失点はリーグ最多の50に上った。本来であれば兵庫県リーグ1部に自動降格となるが、新型コロナウイルスの影響によるレギュレーション変更で残留となった。
2022年、後述のように土井良太らFC淡路島の選手が多数加入したことで戦力が大幅に強化、リーグ最多の63得点を記録するなど圧倒し、15勝3敗で初の関西リーグ2部優勝・1部昇格を果たした。

### 合併・譲渡
2022年3月、同じ関西サッカーリーグに所属していた「FC淡路島」が運営方針の違いから分裂（残った側はこの年よりFC.AWJに改称。なお、離れた側については以下便宜上「旧FC淡路島」と記す）。旧FC淡路島の経営陣がFC EASY 02明石の経営に参画し、2023年に統合、本拠地を淡路島に移転させる方向であることが発表された。なお、この発表では前年度までFC淡路島で選手を兼任していた、旧FC淡路島の代表者・S氏もFC EASY 02明石へ選手として加入するとしていたが、実際にはSの選手登録はされなかった。また、その後の動きについてもFC EASY 02明石側からの発表がなく、実態は不透明なものとなっていた。しかし、Sに同調したFC淡路島の選手が多数加入したことで戦力は大幅に強化、明石と淡路島の2拠点で練習を行うという状況の中、この年の関西リーグ2部を圧倒的な強さで優勝し、1部昇格を果たす。
しかし12月、旧FC淡路島による当クラブへの経営参画が白紙となったことが旧FC淡路島から発表された。クラブは引き続き明石市を本拠地として登録しているが、将来のJリーグ加盟を目標に2024年にトップチームを設立を予定していた岡崎慎司が理事を務める一般社団法人Meisterに譲渡。2023年からはFC BASARA HYOGOのトップチームとして活動、FC EASY 02明石は解散となった。

### FC BASARA HYOGO移行後
2023年、関西リーグ1部は6位で辛くも残留。また、第59回全国社会人サッカー選手権大会に出場。1回戦で同年北海道リーグ王者のBTOP北海道から勝利を挙げた。
2024年は前期を7位で折り返したが、後期に入って勝ち点を積み上げ5位となった。

## トップチーム戦績

### リーグ戦
| 年度 | 所属      | 順位 | 勝点 | 試合 | 勝 | 分 | 敗 | 得 | 失 | 得失差 | 天皇杯           |
| 2015 | 兵庫県2部 | 優勝 | 48   | 18   | 16 | 0  | 2  | 77 | 22 | 55     | 県社会人予選敗退 |
| 2016 | 兵庫県1部 | 2位  | 43   | 20   | 13 | 4  | 3  | 71 | 38 | 33     | 県社会人予選敗退 |
| 2017 | 関西2部   | 4位  | 18   | 14   | 5  | 3  | 6  | 23 | 22 | 1      | 県社会人予選敗退 |
| 2018 | 関西2部   | 6位  | 19   | 14   | 6  | 1  | 7  | 17 | 25 | -8     | 出場権なし       |
| 2019 | 関西2部   | 5位  | 20   | 14   | 5  | 5  | 4  | 19 | 23 | -4     | 出場権なし       |
| 2020 | 関西2部   | 6位  | 6    | 7    | 2  | 0  | 5  | 9  | 18 | -9     | 県予選敗退       |
| 2021 | 関西2部   | 8位  | 13   | 16   | 4  | 1  | 11 | 17 | 50 | -33    | 県予選敗退       |
| 2022 | 関西2部   | 優勝 | 42   | 14   | 12 | 0  | 2  | 57 | 12 | 45     | 出場権なし       |
| 2023 | 関西1部   | 6位  | 16   | 14   | 4  | 4  | 6  | 16 | 20 | -4     | 県予選敗退       |
| 2024 | 関西1部   | 5位  | 19   | 14   | 5  | 4  | 5  | 24 | 23 | 1      | 県予選敗退       |
| 2025 | 関西1部   |      |      | 14   |    |    |    |    |    |        |                  |

注釈
1. ↑  本来であれば兵庫県リーグ1部に自動降格となるが、新型コロナウイルス感染症の世界的流行によるレギュレーション変更により残留となった[9]

### 全国社会人サッカー選手権大会
- 出場2回（2023年現在）

| 回 | 年月日         | ラウンド | 会場     | 得点     | 対戦相手           |
| 52 | 2016年10月22日 | 1回戦    | 北条球   | 1-0      | テゲバジャーロ宮崎 |
| 52 | 2016年10月23日 | 2回戦    | 北条陸   | 1(延長)2 | エスペランサSC     |
| 59 | 2023年10月21日 | 1回戦    | SAGAスタ | 3-2      | BTOP北海道         |
| 59 | 2023年10月22日 | 2回戦    | SAGAスタ | 1-2      | ジェイリースFC     |

## タイトル

### リーグ戦
- 関西サッカーリーグ2部：1回
  - 2022年

### カップ戦
- 関西府県サッカーリーグ決勝大会：1回
  - 2016年
- 全国社会人サッカー選手権関西大会（ブロック優勝）：2回
  - 2016年、2023年

## 所属選手・スタッフ
2024年

### スタッフ
| 役職     | 氏名     | 前職                                                    | 備考                          |
| 監督     | 荒川友康 | FCトレーロス ヘッドオブコーチング 兼 ジュニアユース監督 |                               |
| コーチ   | 柏木佑介 | 神戸星城高校サッカー部 監督                             |                               |
| コーチ   | 白井達也 | CEエウロパU14                                           |                               |
| コーチ   | 高橋玲央 | FCバサラマインツコーチ                                  | FC BASARA HYOGO U-18 監督兼任 |
| GKコーチ | 佐藤和希 | 境トリニタスGKコーチ                                    | 新任                          |

### 選手
| Pos | No. | 選手名       | 前所属                 | 備考                  |
| GK  | 1   | 鶴田海人     | 鈴鹿ポイントゲッターズ |                       |
| GK  | 21  | 清水圭介     | セレッソ大阪           | 新加入 元U-17日本代表 |
|     |     |              |                        |                       |
| DF  | 2   | 毛利隼       | 環太平洋大学           | 新加入                |
| DF  | 3   | 落合真一朗   | 流通経済大学           | 新加入                |
| DF  | 4   | 山田隼輔     | 大阪体育大学           | 新加入                |
| DF  | 5   | 岸本駿朔     | 福井ユナイテッドFC     | 新加入 元U-18日本代表 |
| DF  | 6   | 俣野亜以己   | レイラック滋賀FC       | 新加入 元U-18日本代表 |
| DF  | 20  | 倉田流宇     | FC.AWJ                 | 新加入                |
| DF  | 22  | 岡田海       | 福井ユナイテッドFC     |                       |
| DF  | 23  | ヨンテファン | 名古屋経済大学         |                       |
| DF  | 24  | 磯由信       | 大阪教育大学           |                       |
| DF  | 29  | 鍵山慶司     | FC琉球                 | 新加入                |
|     |     |              |                        |                       |
| MF  | 6   | 野中歩真     | wyvern                 |                       |
| MF  | 8   | 小延将大     | 関西学院大学           |                       |
| MF  | 10  | 林洋毅       | ブリオベッカ浦安       |                       |
| MF  | 15  | 福西毅也     | 環太平洋大学           | 新加入                |
| MF  | 16  | 馬場雄大     | 専修大学               |                       |
| MF  | 18  | 宇津木優人   | 流通経済大学           | 新加入                |
| MF  | 22  | 盛山斗来     | レイジェンド滋賀FC     | 新加入                |
| MF  | 25  | 小山景史郎   | 東海学園大学           | 新加入                |
|     |     |              |                        |                       |
| FW  | 7   | 倉田大輝     | FC EASY 02明石         |                       |
| FW  | 9   | 築山隼       | FC淡路島               |                       |
| FW  | 11  | 藤光翔       | 中京大学               |                       |
| FW  | 14  | 松山匠       | ベルガロッソ浜田       |                       |
| FW  | 19  | 古谷三国     | 栃木シティFC           |                       |
| FW  | 20  | 稗田圭吾     | FCバレイン下関         | 新加入                |
| FW  | 21  | 肥田稜平     | 関西学院大学           |                       |
| FW  | 32  | 木場駿之介   | 名古屋経済大学         | 新加入                |

## ユニフォーム

### チームカラー
- 紺、  シルバー、  黄

### ユニフォームスポンサー
| 掲出箇所   | スポンサー名               | 表記                            | 掲出年      | 備考       |
| 胸         | ジーク                     | Sieg 株式会社 ジーク            | 2023年 -    |            |
| 鎖骨       | フジオカンパニー           | 牡蠣とワイン すしまる SUSHIMARU | 2023年7月 - | 右側に掲出 |
| 鎖骨       | BASEエステート             | BE BASE ESTATE                  | 2023年 -    | 左側に掲出 |
| 背中上部   | DXホールディングスグループ | DAIWA EXPRESS                   | 2023年5月 - |            |
| 背中下部   | SportsEntertainment        | spoen                           | 2024年 -    |            |
| 袖         | 藤野組                     | 野 FUJINO GROUP                 | 2023年 -    |            |
| パンツ前面 | ホンダクリオ明舞           | Honda Cars 明舞                 | 2023年7月 - |            |
| パンツ背面 | オーエスジー               | OSG                             | 2023年8月 - |            |

### ユニフォームサプライヤーの遍歴
- - 2017年：ペナルティ
- 2018年 - 2020年：ニューバランス
- 2021年：ウォンド
- 2022年 - 現在：ミズノ

### 歴代ユニフォームスポンサー表記
| 年度 | 箇所                 | 箇所                            | 箇所           | 箇所          | 箇所     | 箇所            | 箇所            | 箇所       | サプライヤー |
| 年度 | 胸                   | 鎖骨右                          | 鎖骨左         | 背中上部      | 背中下部 | 袖              | パンツ前面      | パンツ背面 | サプライヤー |
| 2017 | -                    | -                               | -              | -             | -        | -               | -               | -          | PENALTY      |
| 2018 | SAKINO               | -                               | -              | -             | -        | -               | -               | -          | New Balance  |
| 2019 | SAKINO               | -                               | -              | -             | -        | -               | -               | -          | New Balance  |
| 2020 | SAKINO               | -                               | -              | -             | -        | -               | -               | -          | New Balance  |
| 2021 | MEIHOKU              | -                               | -              | -             | -        | -               | MIYΛKΛN         | -          | LWOND        |
| 2022 | -                    | -                               | -              | -             | -        | -               | -               | -          | Mizuno       |
| 2023 | Sieg 株式会社 ジーク | 牡蠣とワイン すしまる SUSHIMARU | BE BASE ESTATE | DAIWA EXPRESS | -        | 野 FUJINO GROUP | Honda Cars 明舞 | OSG        | Mizuno       |
| 2024 | Sieg 株式会社 ジーク | 牡蠣とワイン すしまる SUSHIMARU | BE BASE ESTATE | DAIWA EXPRESS | spoen    | 野 FUJINO GROUP | Honda Cars 明舞 | OSG        | Mizuno       |